# Fritz Haber
Fritz Haber (n. 9 decembrie 1868, Breslau, Confederația Germană de Nord – d. 29 ianuarie 1934, Basel, Cantonul Basel-Oraș, Elveția) a fost un chimist evreu-german (botezat ca luteran), laureat al Premiului Nobel pentru chimie (1918). Printre meritele sale se numără sinteza amoniacului din elementele componente.

## Contribuții
Procesul Haber-Bosch, prin care Fritz Haber a propus în premieră o metodă economic viabilă de fixare artificială a azotului. Amoniacul sintetic a fost și este important la scară industrială, fiind utilizat în fabricarea îngrășămintelor chimice cât și a explozibililor. De asemenea, procesul Haber-Bosch a constituit punctul de pornire al chimiei de înaltă presiune la scară industrială.
De numele lui Haber mai este legată și o metodă („ciclul Born-Haber”) de stabilire a energiei de rețea într-un cristal ionic. Fritz Haber a fost de asemenea autorul unui proiect de cercetare militară în urma căreia Germania wilhelmiană a folosit, în cea de-a doua bătălie în Ypres (Flandra, Belgia), o armă chimică bazată pe răspândirea atmosferică a unui gaz toxic (clor). După încheierea primului război mondial, Fritz Haber a continuat colaborarea în proiecte de cercetare militară, ca și munca de cercetare în chimie pentru scopuri civile, sub conducerea lui cercetătorii de la Institutul de Chimie Fizică și Electrochimie din Berlin obținând un produs comercial („Ziklon A”) utilizat pe scară largă în Europa occidentală și America de nord ca insecticid și dezinfectant, dar care era derivat din acidul cianhidric ("cianură de hidrogen", care este în același timp substanța biologic activă din „Ziklon B”, alt insecticid și el comercializat de industria chimică germană, și care a fost mai târziu folosit de către naziști ca mijloc de exterminare în lagăre). Unii biografi ai savantului (Thomas Hager) subliniază că nici azi, folosind chiar cele mai avansate metode agricole, întreaga suprafața cultivabilă a planetei nu poate hrăni mai mult de patru miliarde de oameni din cele aproximativ șapte cât numără în 2013 umanitatea, explicația pentru supraviețuirea celor mai bine de trei miliarde de oameni peste cât poate hrăni planeta datorându-se exclusiv metodei de sinteză a amoniacului din aer (azot inert, molecular) și hidrogen, descoperită la începutul secolului trecut de către Fritz Haber, și adusă prima dată în fază de exploatare industrială de către Carl Bosch. De asemenea se consideră că jumătate dintre atomii de azot în componența celulelor din organismul unui individ trăitor la începutul celui de-al treilea mileniu provine nu din sinteza bacteriană, naturală, a azotului, ci rezultă dintr-o fabrică Haber-Bosch.
Fără fabricile de amoniac cu care Germania și-a hrănit populația și a produs armamentul (explozibilii) necesar după ce marina militară britanică a distrus, la data de 8 decembrie 1914, flota amiralului german Maximilian Graf von Spee în Atlanticul de sud, interzicând astfel importul german de nitrați naturali din America de sud, primul război mondial s-ar fi terminat cu un an sau doi mai înainte, la fel cum și fără fabrica de amoniac și benzină sintetică (produsă și ea printr-un proces de chimie de înaltă presiune, ramură a chimiei industriale inaugurată de Haber cu procesul Haber-Bosch) de la Leuna, cel de-al doilea război mondial ar fi fost scurtat cu mai mulți ani (la începutul războiului, în 1939, Germania nazistă importa două treimi din benzina de care avea nevoie, în timp ce în 1944, după extinderea graduală a producției de către I. G. Farben la Leuna, își asigura necesarul din producție internă în proporție de trei sferturi): Albert Speer a declarat aliaților că dacă aceștia ar fi distrus doar fabrica de la Leuna și alte fabrici mai mici de amoniac sau benzină sintetică, războiul s-ar fi încheiat în doar două luni.

## Legături externe
- 100 de ani de la descoperirea amoniacului. Cum a influențat această substanță istoria omenirii, 5 noiembrie 2013, gandul.info